# Castell de Sant Felip
El Castell de Sant Felip és una fortificació al costat sud de la desembocadura del port de Maó (Menorca) que fou aixecat per ordre de Felip II, a mitjans del segle xvi, després que l'illa fou atacada per l'almirall otomà Khair ed-Din Barba-rossa el 1535 i el 1558. El castell va ser dissenyat per l'enginyer militar italià Giovanni Battista Calvi.
En un primer moment es tractava d'un castell amb quatre baluards envoltats per una estreta i profunda fossa excavada a la pedra. Gran Bretanya el va conquerir l'any 1708 i, l'any 1713 (amb el Tractat d'Utrecht), el van ampliar. Junt al castell va créixer el barri de s'Arrabal. Va passar a mans franceses i de nou a britàniques, fins que en 1782 l'illa va caure en mans dels espanyols amb un llarg setge a aquest castell. El rei Carles III d'Espanya va ordenar en 1783 que el demolissin i avui només en queden runes. Es poden visitar els túnels excavats, una bateria de canons del segle xviii i les restes dels murs.